# ستايسي كادمان
ستايسي كادمان (بالإنجليزية: Stacey Cadman)‏ هي مقدمة تلفزيونية وممثلة بريطانية، ولدت في 23 مايو 1979 في Sutton Coldfield ‏ في المملكة المتحدة.

## وصلات خارجية
- ستايسي كادمان على موقع IMDb (الإنجليزية)
- ستايسي كادمان على موقع ألو سيني (الفرنسية)
- ستايسي كادمان على موقع قاعدة بيانات الفيلم (الإنجليزية)
- ستايسي كادمان على موقع كينوبويسك (الروسية)